# Čelinac
Čelinac (cyr. Челинац) – miasto w północnej części Bośni i Hercegowiny, w Republice Serbskiej, siedziba gminy Čelinac. W 2013 roku liczyło 5097 mieszkańców.